# Ndorobo

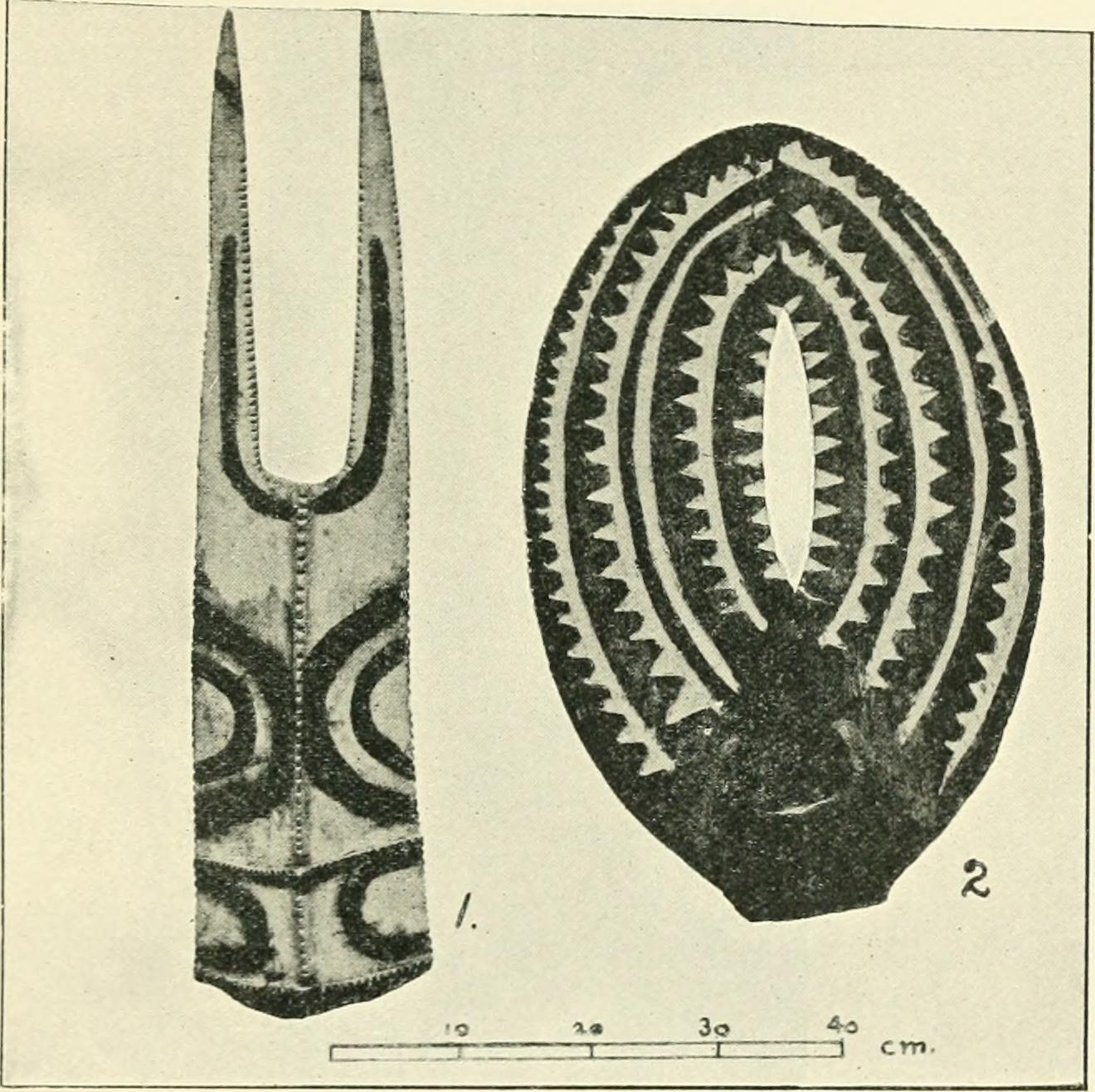
Hombreras de madera (ndomi), que se usan en los bailes. AKikuyu, Protectorado de África Oriental.

Los ndorobo o dorobo son un grupo étnico que viven en la provincia keniana del valle del Rift. Comparten la lengua maa con los masái y se los calcula en unos 25 000 individuos. Son cazadores y recolectores, pero algunos han comenzado también a criar ganado.
Los ndorobo siguen religiones africanas tradicionales; sólo unos pocos han adoptado el cristianismo. En lengua masái su nombre significa ‘gente sin ganado’ (es decir ‘personas pobres’). Con el paso de los años, muchos pequeños grupos étnicos cuyos estilos de vida se habían desintegrado, han sido absorbidos por los ndorobo.
Aunque son escasos los estudios realizados sobre estos pueblos, lo que se conoce nos indica que también en esto han adoptado las religiones de los pueblos con quienes conviven aunque permanecen en el léxico términos propios para esas ideas ajenas: así, los okiek usan la palabra tororo para Dios (de la palabra tororr, que significa ‘muy alto’). Algunos que viven entre los nandi y kipsigis usan el nombre de asis, como los kalenjin, término que recuerda su origen del Antiguo Egipto.
La mayoría de los dorobo han adoptado los idiomas de sus vecinos y en otros casos sus idiomas están casi extinguidos. Por ejemplo, los okiek son bilingües en Kipsigis y Maasai; los dorobo maasai del condado de Narok realmente son un grupo de okiek que ha asumido la lengua maasai como propia y ha perdido el idioma kalenjin, pero claramente se identifica con otros grupos de Okiek. Los mukugodo maasai se consideran como un subgrupo del pueblo maasai y hablan el idioma maasai (maa).
El mediak y mosiro de Tanzania hablan idiomas relacionados con el idioma nandi de Kenia. Muchos mosiro hablan maasai ahora. Unos pocos molo todavía hablan su antigua lengua, mientras el resto habla samburu o turkana. Los pueblos cushitas del sur ―y más tarde los pueblos cushitas orientales― se establecieron en el valle del Rift durante el primer milenio después de Cristo. Se encontraron con grupos san (llamados bosquimanos) que ocupaban de forma dispersa ese territorio. Las tradiciones bantúes se refieren a estas gentes que sus antepasados encontraron. Posteriormente, pueblos nilóticos y bantúes fueron también ocupando la zona.
En Tanzania, los dorobo aramanik (asa) y kisankasa hablan lenguas cushitas, pero muchos son bilingües en maasai o swahili. Los chamus (njemps) es otro de estos grupos dorobo. Los chamus hablan samburu. Los ariaal hablan rendille, que es también una lengua cushita, relacionada con el somalí). Los ariaal no se consideran dorobo, pero comparten una historia cultural similar. Los pueblos dorobo de Tanzania hablan idiomas cushitas del sur, como mbugu y iraqw.
Tradicionalmente se han dedicado a la caza y la recolección de frutos. Sin embargo, al adaptarse a las culturas de sus vecinos a veces han adoptado también sus mismas actividades económicas. Así, mientras los maasai dorobo se convirtieron en trabajadores por cuenta de los maasai, los mukogodo maasai son pastores y crían sus propios rebaños. Las costumbres varían, de unos grupos a otros pero en general han ido adaptándose a las costumbres de los vecinos de quienes en su momento pasaron a depender.
Se sitúan en los alrededores de Lolgorien, Lemek y Entasekera, en el distrito de Narok, en la provincia del valle del Rift.
- Datos: Q2846185